# Carioca Arena 1
Carioca Arena 1 (tiếng Bồ Đào Nha: Arena Carioca 1) là một sân vận động trong nhà tại Barra da Tijuca phía tây của Rio de Janeiro, Brazil. Nơi đây diễn ra bóng rổ tại Thế vận hội Mùa hè 2016 cũng như bóng rổ xe lăn và bóng bầu dục xe lăn tại Paralympic 2016. Cùng với một số địa điểm khác tại Công viên Olympic Barra, Carioca Arena 1 sẽ trở thành Trung tâm huấn luyện Olympic sau Đại hội.